# Intermediální částice
Intermediální (též polní, zprostředkující, mezipůsobící nebo výměnná) částice jsou podle kvantové teorie pole částice zprostředkující základní interakce (elektromagnetická, silná, slabá, gravitační).
| Interakce         | Intermediální částice |
| ----------------- | --------------------- |
| Silná             | gluon                 |
| Elektromagnetická | foton                 |
| Slabá             | bosony W+, W− a Z0    |
| Gravitační        | graviton              |

Z uvedených částic je graviton zatím hypotetická částice a není součástí Standardního modelu.